# 123P/West-Hartley
La comète West-Hartley, officiellement 123P/West-Hartley, est une comète périodique du système solaire, découverte le 11 mai 1989 par Richard M. West et Malcolm Hartley à l'observatoire européen austral.